# Pseudamnicola brusiniana
Pseudamnicola brusiniana is een slakkensoort uit de familie van de Hydrobiidae. De wetenschappelijke naam van de soort is voor het eerst geldig gepubliceerd in 1888 door Clessin & W. Dybowski in W. Dybowski.